# Кабиров, Фирдаус Зарипович
Фирдаус Зарипович Каби́ров (тат. Фирдәвес Зарип улы Кәбирев; род. 19 мая 1961, Набережные Челны, Татарская АССР, РСФСР, СССР) — российский автогонщик, заслуженный мастер спорта России, двукратный победитель Ралли Дакар в 2005 и 2009 годах.

## Карьера
Спортивная карьера Кабирова началась в студенческие годы, когда на втором курсе Казанского авиационного института он пришёл в спортивный клуб «Икар-КАИ». Уже в 1980 году он принял участие в чемпионате СССР по авторалли, затем были всесоюзные и другие крупные соревнования.
С 1987 года работает в департаменте развития и внедрения новых разработок КАМАЗа и профессионально занимается автоспортом в отделе специализированной техники. Он стоял у истоков создания спортивной команды по авторалли на КАМАЗе и его трудовая деятельность в департаменте развития и внедрения новых разработок тесно связана с созданием спортивных автомобилей. Кабиров принимал активное участие в подготовке грузовых автомобилей к международным ралли в Польше в 1988 году.
С 1992 года Кабиров занимает место пилота в экипаже спортивного КамАЗа и показывает высокие результаты. В 1997 году стал победителем Кубка мира по рейдам-марафонам. В 2000 году в труднейшей гонке «Париж-Дакар-Каир 2000» экипаж Кабирова занял почётное третье место. Конец года был ознаменован победой в ралли «Дезерт Челендж 2000», который проходил в Объединенных Арабских Эмиратах. Впервые в 2001 году команда «КАМАЗ-мастер» принимала участие в этапе Кубка мира «Пор Лас Пампас Аргентина 2001», где экипаж Фирдауса Кабирова стал победителем в классе грузовых автомобилей.
Накануне старта ралли «Телефоника-Дакар 2003», уже во Франции, при подготовке техники к гонке, неудачное падение Кабирова приводит к обрыву связок правого колена. На его ногу накладывается гипс, и по заключению медиков травма несовместима с его участием в ралли. Но пилот вышел в таком состоянии на старт гонки. В Марселе гипс заменили специальной эластичной шиной. По результатам гонки экипаж Кабирова занял третье место.
В 2004 году на втором этапе дакаровского ралли дорожная преграда приводит к сильнейшему удару, выводит из строя подвески грузовика. У Кабирова сдвиг поясничных позвонков, вызвавший блокировку спинных мышц. Продолжить гонку позволяет специальный корсет с жесткой конструкцией. И, как следствие — стертая до крови спина. Результат — второе место.
Как работник департамента специализированной техники НТЦ ОАО «КАМАЗ» Фирдаус Кабиров возглавляет бюро организации управления.
С 2016 года занимает должность заместителя директора по развитию ПАО «КАМАЗ» по инновационным продуктам. Дважды был признан лучшим руководителем инвестиционного проекта в ПАО «КАМАЗ».

## Участие и победы в ралли

### Участник
- «Ралли Дакар» 1990, 1994, 1995, 1998—2007, 2009—2011
- «Париж-Кейптаун-92»
- «Париж-Пекин-92»
- «Дезерт Челендж-99, 2001»
- «Мастер-Ралли −95, 2002»
- «Аррас- Мадрид — Дакар 2002»

### Призёр
- «Ельч −88» (Польша)
- «Обжектив Сюд-89»
- «Париж-Дакар-91»
- «Мастер-Ралли — 96»
- «Париж-Дакар-Каир-2000»
- «Бажа Италия 2000»
- «Телефоника — Дакар 2003, 2004»
- «Дезерт Челендж 2004»
- «Лиссабон — Дакар 2006»

### Победитель
- «Оптик-2000» (1997)
- «Мастер-Ралли-97»
- «Дезерт Челендж 2000»
- «Пор Лас Пампас 2001» (Аргентина)
- «Хазарские степи 2003»
- «Барселона — Дакар 2005»
- Кубок мира по ралли-марафонам 1997 года
- «Дакар 2009» (Аргентина — Чили)[1]
- «Шёлковый путь 2009» (Россия, Казахстан и Туркменистан)[2]

Кроме участия в международных ралли-марафонах, Фирдаус Кабиров широко известен как гонщик, многократный победитель ежегодных зимних трековых гонок на легковых автомобилях. Чемпион России.

## Награды
- Орден «За заслуги перед Отечеством» IV степени (7 июня 2010 года) — за высокие спортивные достижения в соревновании по ралли-рейдам «Дакар Аргентина — Чили»[3]
- Орден Мужества (15 марта 2005 года) — за мужество и высокий профессионализм, проявленные в экстремальных условиях при участии в международных соревнованиях[4]
- Орден Почёта (19 октября 1996 года) — за большой вклад в развитие автомобилестроения, укрепление дружбы и сотрудничества между народами и достижение высоких спортивных результатов в марафоне «Мастер-ралли 95» по маршруту Париж — Москва — Пекин[5]
- Орден Дружбы (23 июля 2001 года) — за заслуги в развитии физической культуры и спорта, большой вклад в укрепление дружбы и сотрудничества между народами[6]
- Орден Трудового Красного Знамени
- Медаль «В память 1000-летия Казани»
- лауреат Государственной премии Российской Федерации (6 июня 2001 года) — за разработку и реализацию дизайн-системы «КАМАЗ-мастер»[7]
- Медаль «За доблестный труд» (Татарстан)
- Заслуженный мастер спорта России
- Заслуженный мастер спорта Республики Татарстан
- Знак «За заслуги в развитии физкультуры и спорта Республики Татарстан»
- Знак Министерства Обороны Российской Федерации «За образцовую эксплуатацию спортивной техники»
- Лауреат Национальной премии России «Серебряный лучник»
- Лауреат Национальной общественной премии России «Золотая колесница»
- Обладатель звания «Почётный гражданин» г. Набережные Челны.